# Klaus Dinse
Klaus Dinse (* 30. April 1912 in Schwerin an der Warthe; † 27. März 1994 in Rüdesheim am Rhein) war ein hessischer Kommunalpolitiker (CDU).

## Leben
Klaus Dinse verließ mit seinen Eltern 1920 im Alter von acht Jahren seine Heimat, als der größte Teil der Provinz Posen nach Inkrafttreten des Versailler Vertrages an Polen fiel und auch der Landkreis Schwerin (Warthe) zwischen Polen und dem Deutschen Reich aufgeteilt wurde. Die Familie ließ sich in Nauen bei Berlin nieder. Nach dem Abitur studierte Klaus Dinse Rechts- und Staatswissenschaften in Freiburg und Berlin. Nach dem Referendariat war er ab 1938 als Regierungsassessor beim Landratsamt des Main-Taunus-Kreis in Frankfurt-Höchst tätig und bei der Bezirkshauptmannschaft im Bezirk Imst in Tirol und im Bezirk Bludenz in Vorarlberg. Nach dem Krieg kam er im Oktober 1946 nach Hofheim am Taunus.
Klaus Dinse war seit 1940 verheiratet und hatte zwei Töchter und einen Sohn.

## Politische Ämter

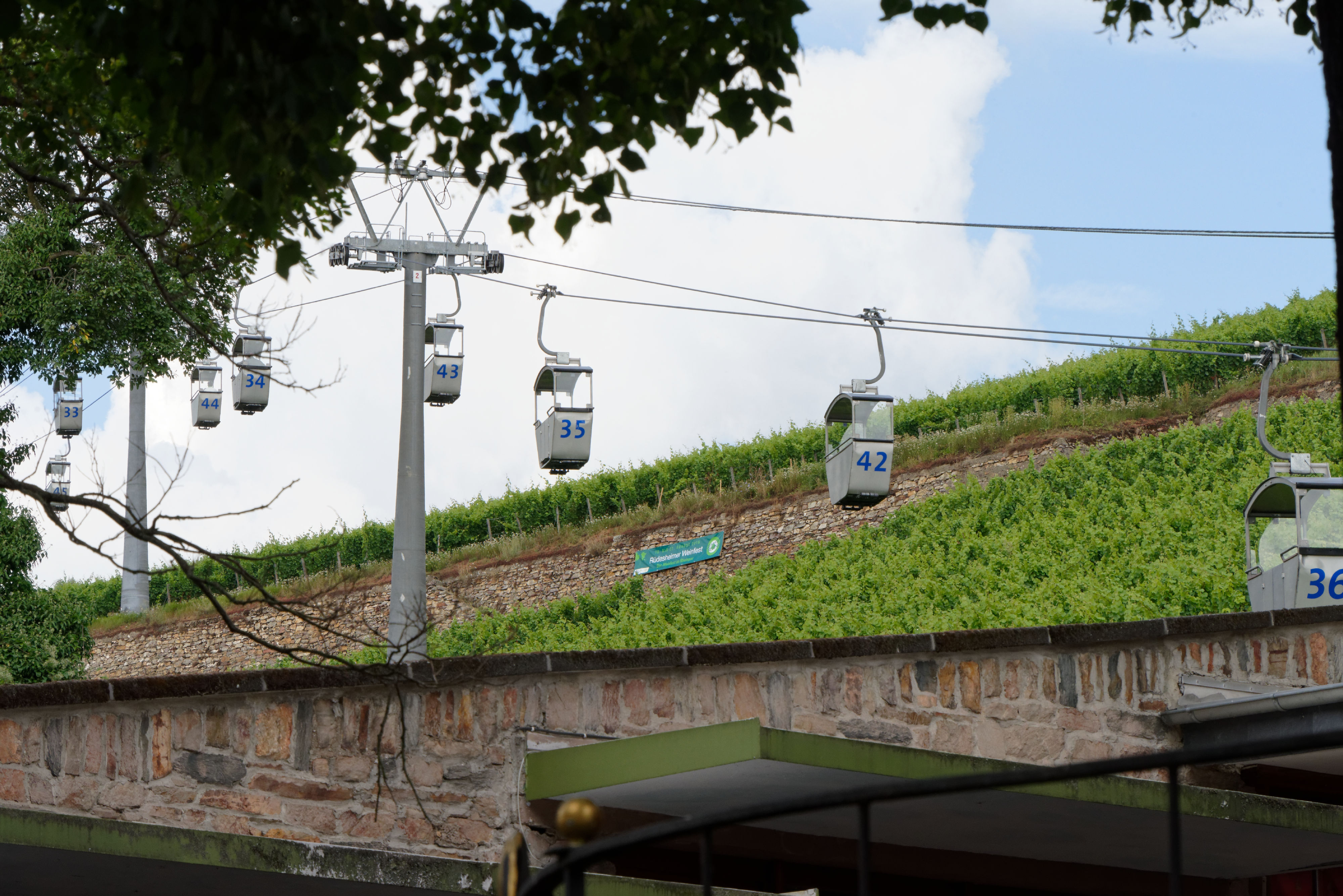
Seilbahn von Rüdesheim zum Niederwalddenkmal

Von 1951 bis 1965 war er als Nachfolger von Leopold Bausinger Bürgermeister von Rüdesheim am Rhein. Der Wiederaufbau der bei einem Bombenangriff im November 1944 schwer zerstörten Stadt und die Förderung des Tourismus waren Schwerpunkte seines Wirkens. Während seiner Amtszeit wurde 1954 die Seilbahn Rüdesheim zum Niederwalddenkmal in Betrieb genommen.
Nach dem Ausscheiden des Landrats Leopold Bausinger wurde Klaus Dinse 1965 zum Landrat des Rheingaukreises gewählt. Dieses Amt übte er bis zu seiner Pensionierung Ende 1976 aus und war damit der letzte Landrat des Rheingaukreises vor dessen Verschmelzung mit dem Untertaunuskreis zum Rheingau-Taunus-Kreis. Die Förderung des Weinbaus und der Weinkultur im Rheingau waren ihm ein Hauptanliegen. 1973 konnte er die Rheingauer Riesling Route eröffnen, die durch alle Orte der Weinlandschaft Rheingau führt und um deren Verwirklichung er sich besonders verdient gemacht hat.

## Sonstige Ämter
1971 war er Mitbegründer des Rheingauer Weinkonvents, dem er über 10 Jahre als Kapitelältester vorstand. 1978 wurde er zum Vorsitzenden des Wein-Museums Brömserburg gewählt.